# Ruido de fase
Las señales periódicas se caracterizan por un incremento de su fase en el tiempo de manera lineal y proporcional a una frecuencia angular determinada. Se llama ruido de fase de una señal periódica a las variaciones aleatorias de su fase instantánea con respecto a la de una señal ideal.
El ruido de fase se mide de dos maneras: 
- Relación de la densidad de potencia del ruido alrededor de la frecuencia central con respecto a la potencia de la señal, expresada en decibeles-portadora por hertz [dBc/Hz].
- Desviación estándar del período de la señal, expresada en segundos [s].

## Efectos físicos del ruido de fase
El ruido de fase, al superponerse a la oscilación en elementos no lineales, provoca un fenómeno llamado mezclado recíproco (reciprocal mixing, en inglés). Como consecuencia, aparecen componentes espurios en la señal, que degradan su calidad. Con las sucesivas amplificaciones, el ruido llega a tapar a la señal útil. Es preciso, entonces, que la señal original, la que se obtiene del oscilador, sea lo más limpia posible.

## Consecuencias tecnológicas del ruido de fase
La consecuencia de la presencia de ruido de fase en un oscilador, es que al estar presente al principio mismo de la cadena de generación de señal, toda amplificación y toda operación que involucre a esa señal incluirá el ruido, haciéndolo imposible de suprimir. 
Ahora bien, la tendencia desde fines de 1950 es a agregar aplicaciones tecnológicas en frecuencias cada vez más altas:
- Televisión analógica terrestre (~60 MHz)
- Frecuencia Modulada comercial (~90-115 MHz)
- Telefonía móvil analógica (~450-900 MHz)
- Telefonía móvil digital (~900-2100 MHz)
- Satélites de televisión (12 000 MHz)

Con cada aumento de frecuencia, el ruido de fase en los osciladores de frecuencia sintetizada es un problema cada vez más importante.
- Datos: Q1428766